# 拉氏副矛䱛
拉氏副矛䱛為輻鰭魚綱鱸形目鱸亞目石首魚科的其中一種，分布東太平洋區，從巴拿馬至秘魯海域，體長可達30公分，棲息在沿岸沙質海域及河口區，屬肉食性，以蠕蟲及其他底棲性無脊椎動物等為食，可做為食用魚。